# 吻 (阿耶兹)
《吻》（義大利語：Il bacio；義大利語發音：[il ˈbaːtʃo]）是意大利艺术家 弗朗切斯科·阿耶兹的一幅油画，创作于1859年。这可能是他最著名的作品。这幅画传达了意大利浪漫主义的主要特征，也代表了复兴运动的精神。
这幅作品是由萨利切托的阿方索·玛丽亚·维斯康蒂的伯爵委托制作。阿耶兹在米兰爱国者中很有名，伯爵要求他描述法国与撒丁王国结盟的希望。这件艺术品创作于1859年，于9月9日在布雷拉画廊展出。二十五年来，它一直作为装饰品挂在维斯康蒂家族的豪华住宅中。直到1886年，也就是他去世的前一年，伯爵才将这幅画布捐赠给布雷拉画廊，至今仍在那里的三十七号房间展出。
这幅画描绘了一对中世纪的情侣，他们拥抱着彼此亲吻。这是西方艺术史上对亲吻最热情、最强烈的表现之一。女孩向后倾斜，而男人弯曲左腿来支撑她，同时将一只脚放在他旁边的台阶上，好像随时准备出发。这对情侣虽然在画中居中，但无法辨认，因为阿耶兹希望亲吻的动作成为构图的中心。在画布的左侧，角落里潜伏着阴影，给人一种阴谋和危险的印象。
除了这个著名的版本之外，阿耶兹还创作了另外两个版本，一幅是油画，另一幅是水彩画。第二个版本于1861年为米利厄斯家族绘制，1867年送往巴黎参加世界博览会。2008年，该版本在苏富比拍卖行以780,450英镑的价格售出。第二幅画和前一幅画的区别在于，女子的裙子是白色的。第三个版本是唯一一个在纸上用水彩渲染的版本，绘制于1859年，呈椭圆形，由阿耶兹捐赠给卡罗莱纳·祖奇。它现在在米兰的盎博罗削图书馆展出。最后一幅画与原作不同，因为在这一对旁边的台阶上加了一块白布，而男子的斗篷则用了明亮的绿色颜料。